# حملة مكافحة الفساد في عهد شي جين بينغ

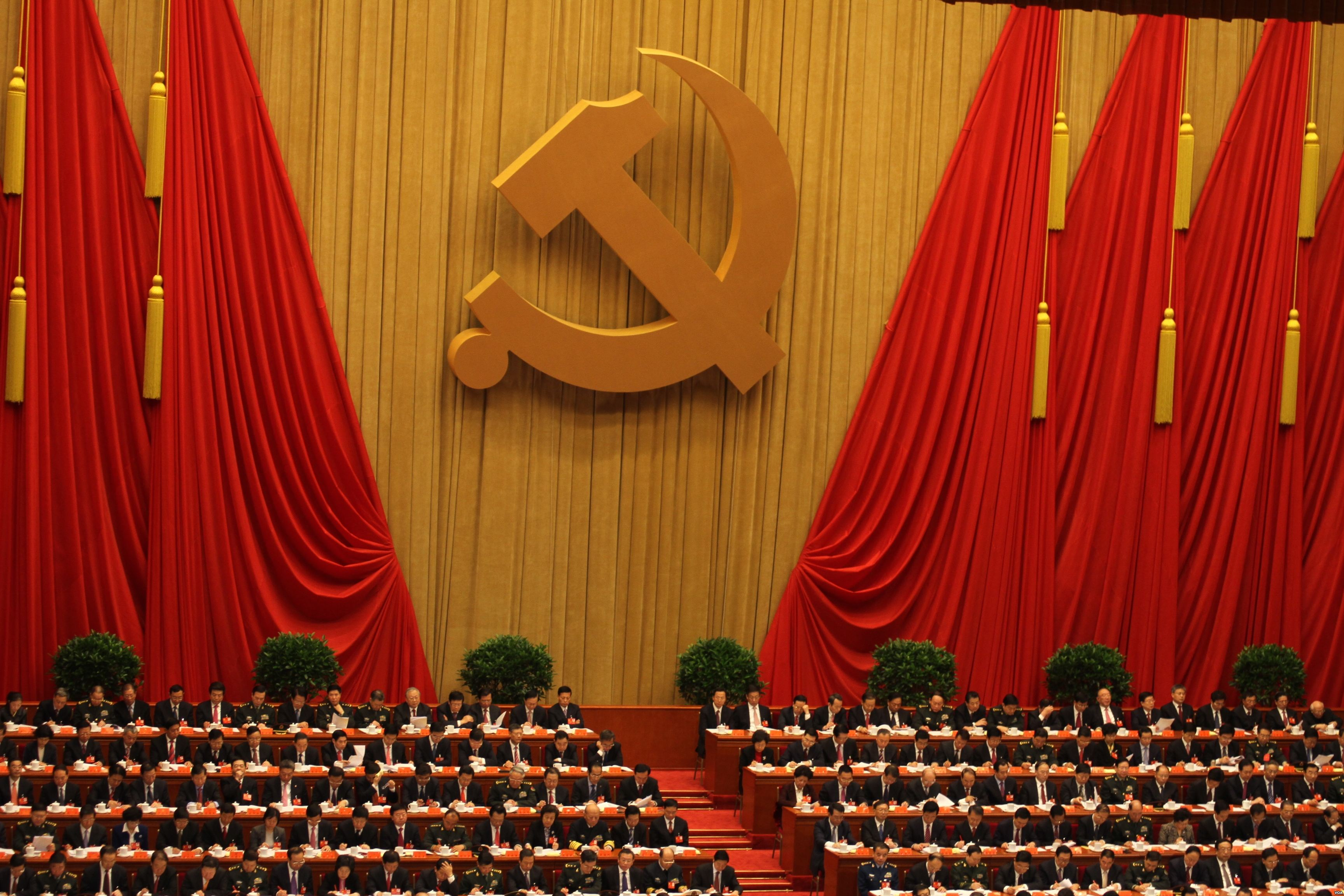
المؤتمر الوطني الثامن عشر للحزب الشيوعي الصيني

بدأت حملة واسعة النطاق لمكافحة الفساد في الصين عقب انتهاء المؤتمر الوطني الثامن عشر للحزب الشيوعي الصيني (سي سي بّي) في عام 2012. نُفذت الحملة تحت رعاية شي جين بينغ، الأمين العام للحزب الشيوعي الصيني، وكانت الحملة أكبر جهد منظم لمكافحة الكسب غير المشروع في تاريخ الحكم الشيوعي في الصين.
عند توليه منصبه، تعهد شي باتخاذ إجراءات صارمة ضد «النمور والذباب»، أي المسؤولين رفيعي المستوى وموظفي الخدمة المدنية المحليين على حد سواء. عُزل معظم المسؤولين الذين حُقق معهم من مناصبهم وواجهوا اتهامات بالرشوة وإساءة استخدام السلطة، على الرغم من تفاوت نطاق الانتهاكات المزعومة بشكل كبير. قبضت الحملة على أكثر من 120 شخص من كبار المسؤولين، بما في ذلك حوالي 12 فردًا من كبار الضباط العسكريين وعدد من كبار المدراء التنفيذيين في الشركات التابعة للدولة، وخمسة قادة وطنيين. اتهم أكثر من 100 ألف شخص بالفساد. كانت الحملة جزء من حملة أخرى أوسع بكثير لإزالة المخالفات داخل صفوف الحزب ودعم وحدة الحزب.
نُفِّذت الحملة إلى حد كبير تحت إشراف اللجنة المركزية لفحص الانضباط مع الأمين وانغ كيشان من 2012 إلى 2017 جنبًا إلى جنب مع الهيئات العسكرية والقضائية المقابلة، تورط في الحملة كل من القادة الحاليين والسابقين على المستوى الوطني، بما في ذلك تشو يونغ كانغ عضو اللجنة الدائمة للمكتب السياسي للحزب الشيوعي الصيني (بّي إس سي) ونائب رئيس مجلس الإدارة العسكرية المركزية السابق (سي إم سي) تشو كاينهو وغو باكشانغ. كسرت مثل هذه التحقيقات القاعدة غير المعلنة فيما يتعلق في «الحصانة الجنائية لبّي إس سي» التي كانت هي القاعدة منذ نهاية الثورة الثقافية.

## مراقبة الحملة
كانت الوكالة المكلفة مباشرة بالإشراف على الحملة هي اللجنة المركزية لفحص الانضباط (سي سي دي آي)، والتي كانت، في وقت الحملة برئاسة الأمين وانغ كيشان، وهو سياسي معروف بعمله في القطاع المالي وواحد من سبعة أعضاء في اللجنة الدائمة للمكتب السياسي للحزب الشيوعي الصيني في سي سي بّي. كان وانغ مسؤولًا عن التنفيذ اليومي للحملة. والمهمة الرسمية لسي سي دي آي هي فرض الانضباط الحزبي، ومكافحة المخالفات، ومعاقبة أعضاء الحزب على ارتكابهم المخالفات. إن سي سي دي آي هي وكالة داخلية للحزب وبالتالي ليس لديها سلطة قضائية. بشكل عام، تحقق سي سي دي آي مع المسؤولين، وعند الضرورة، تقدم الأدلة التي جُمعت إلى الأجهزة القضائية، مثل النيابة الشعبية العليا (المسؤولة عن التحقيق والمقاضاة)، التي توجيه الاتهام إلى مرتكب المخالفات الجنائية وتحيل القضية إلى المحاكمة.
في حين أن سي سي دي آي تقدم تقارير رسمية إلى مؤتمر الحزب، وهو أعلى هيئة تمثيلية اسمية للحزب، والتي تجتمع مرة كل خمس سنوات، وتهدف إلى أن تكون وكالة «مستقلة» من الناحية الدستورية، فإن الإشراف النهائي للوكالة يندرج ضمن سلطة شي جين بينغ بحكم توليه منصب الأمين العام (أي القائد الفعلي). أدار شي جين بينغ أيضًا الجهود لمكافحة الكسب غير المشروع للجيش من خلال توليه منصب رئيس مجلس اللجنة العسكرية المركزية (أي القائد العام). سلطت غالبية التقارير الإعلامية عن الحملة الضوء على مشاركة شي جين بينغ المباشرة في إدارة الحملة، والتي أصبحت السمة الرئيسية لفترة ولايته في المنصب. ومع ذلك يجب أن تُفرض الإجراءات التأديبية الرسمية على كبار المسؤولين مثل أعضاء المكتب السياسي السابقين لتصديق المكتب السياسي الحالي.
تتركز قوة مكافحة الفساد في سي سي بّي في اللجنة الدائمة للمكتب السياسي من خلال زعزعة المهام الأصلية للجان فحص الانضباط المحلية. نُسقت جهود مكافحة الفساد في المقاطعات والشركات المملوكة للدولة من قبل «فرق التفتيش المركزية»، والتي تقدم تقاريرها إلى المجموعة القيادية المركزية لأعمال التفتيش، والتي هي أيضًا مثل سي سي دي آي بقيادة وانغ كيشان. عادة ما تكون فرق التفتيش «متمركزة» لبضعة أشهر في المنظمات التي كُلفت بالإشراف عليها، وهي مسؤولة عن عمليات تدقيق شاملة في سلوك المسؤولين والممارسات التنظيمية. ترسل فرق التفتيش نتائج عمليات التدقيق إلى سي سي دي آي لسن إجراءات تحقيق رسمية مثل شانغوي (عملية احتجاز أعضاء الحزب الفرديين للتحقيق).
تنص التغييرات الدستورية المقترحة التي نُشرت في 25 فبراير على إنشاء وكالة حكومية جديدة لمكافحة الكسب غير المشروع تدمج اللجنة المركزية لفحص الانضباط ومختلف الإدارات الحكومية لمكافحة الفساد. وبالتالي ستكون لجنة الإشراف الوطنية المُشكلة على هذا النحو أعلى لجنة مشرفة في البلاد، وستكون منظمة تابعة لمجلس الوزراء وتتجاوز المحاكم ومكتب المدعي العام.